# Schloss Morsbroich

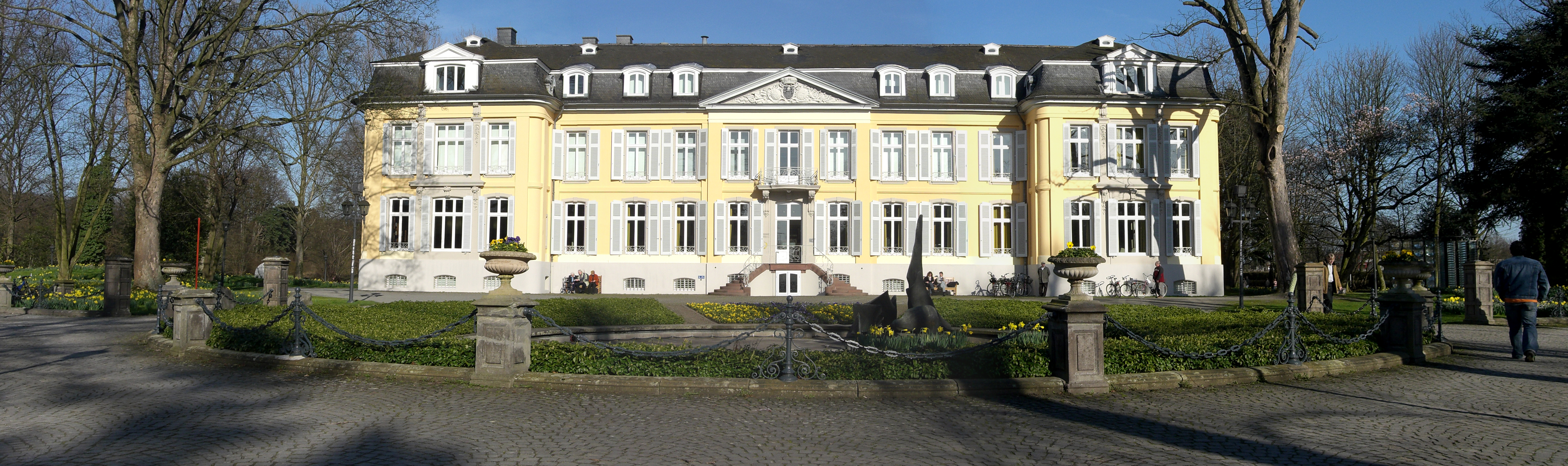
Schloss Morsbroich, Frontfassade, 2007

Das Schloss Morsbroich oder Schloß Morsbroich [ˈmoɐ̯sbʀoːx] im Leverkusener Stadtteil Alkenrath ist eine ehemalige Kommende des Deutschen Ordens. Seit 1951 ist im Schloss das städtische Museum für moderne Kunst, das Museum Morsbroich, beheimatet. Ende April 2016 wurde das Museum vom Deutschen Kulturrat auf Die Rote Liste gesetzt und in die Kategorie 3 eingestuft, die Vorwarnliste.

## Geschichte

### Bis 1389

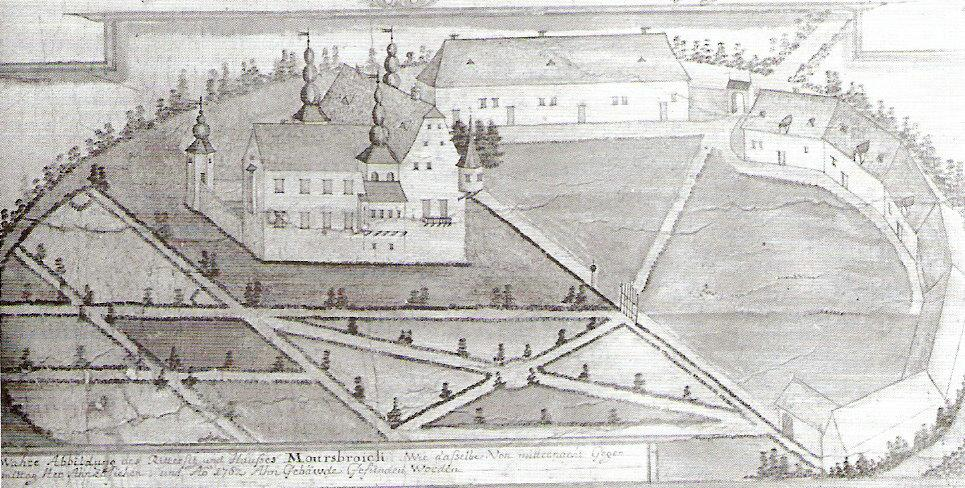
Moursbroich Kirspels Rath Bergischen Ambts Miseloh. Plan des Landmessers Franz Ehmans von 1762

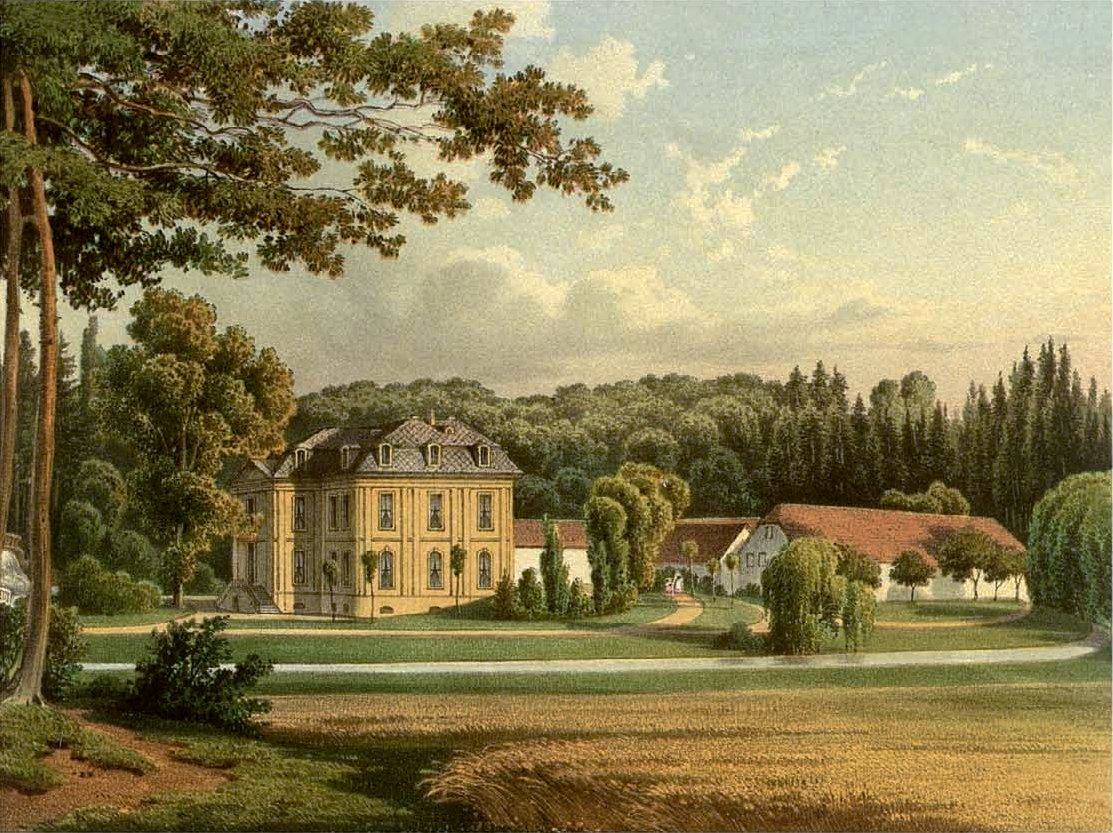
Schloss Morsbroich mit der Vorburg um 1860, Sammlung Alexander Duncker

In der Literatur wird die Entstehungs- und Besitzgeschichte teilweise deutlich abweichend voneinander dargestellt. Franz Gruss nennt Udo Mor von Rode als ersten Besitzer des Schlosses, nach dem dieses auch benannt worden sei. Ursprünglich habe er vom Erzbischof Heinrich von Molenark einen Lehen erhalten und dort „einen befestigten Hof (Burg)“ errichtet.
Albrecht Brendler hingegen schreibt in seinem Text Der Raum Leverkusen im Mittelalter: „[…] nichts mit Morsbroich zu tun hat hingegen der schon 1220 genannte Ritter Udo Moir von Rode […]. Dieser trägt den Namen »Rode« nicht etwa vom nahen Schlebuschrath, sondern von Besitzungen im niederrheinischen Herzogenrath. Der […] Beiname »Moir« stand eigentlich für dunkle Gesichts- und Hautfarbe“. Er nennt stattdessen die urkundliche Erwähnung des Ritters Johann Moyr von deme Broichge 1328 als den Beginn der Schlossgeschichte.
Gruss beruft sich bei seinen Angaben auf Anton Fahnes Geschichte der Kölnischen, Jülischen und Bergischen Geschlechter, Brendler auf eine Urkunde im Hauptstaatsarchiv Düsseldorf und einen ebenda abgelegten Eintrag aus dem Zinsregister. Gruss nennt später jedoch auch Johann Moir von dem Broiche und Ähnliches in Bezug auf historische Quellen wie Gerichtsprotokolle und Urkunden. Er geht davon aus, dass Udo Mor von Rode bereits einen Vorgängerhof errichtet hatte.

### 1389 bis 1757
Einig ist man sich in der Literatur, dass die Familie zuletzt 1389 erwähnt wird und sich ihre Spur dann verliert. Bis dahin blieb Morsbroich und daran hängend die Schutzherrschaft über die Pfarrkirche Radevormwald in Besitz der Moir von Broichs. Die Besitzverhältnisse nach diesem Zeitpunkt sind sehr unklar. Erst 1437 wird Albrecht von Zweiffel (auch Zwyffel) als Besitzer von Morsbroich urkundlich genannt. 1491 verkauften die Erben des ersten Matthias von Zweiffel urkundlich belegt den Hof an Heinrich von Ossenberg. Damit gingen auch Teile des Schlebuschrather Waldes, das Kirchenpatronat und ein Hof in Bensberg an Ossenberg über, nachdem die Anteilseigner davor sehr breit gefächert und verstreut waren. 1561 sind die unklaren Besitzverhältnisse in dieser Zeit auch urkundlich belegt, Ossenberg führte den Besitz jedoch wieder auf sich zusammen.
1530 erbte der Sohn Wilhelm Morsbroich. 1575 war es in Besitz der Familie von Hall, die es dann 22 Jahre später an den Ehegatten ihrer Tochter verkauften. 1607 schon hatten diese eine hohe Grundschuld auf dem Gut liegen. Auch aufgrund der Unruhen im Dreißigjährigen Krieg erwarb Komtur Adolf von dem Bongardt aus der Ballei Koblenz 1619 den Rittersitz Morsbroich im Namen des Deutschen Ordens. So residierten mehrere Landkomture auf Morsbroich. Dazu zählte von 1662 bis 1671 Heinrich Freiherr von Reuschenberg zu Setterich, der in seiner Wirkungszeit den Rittersitz Schlebusch hinzukaufte. Weiteren Komture waren beispielsweise Karl-Gorwin Adolph von Nesselrode-Ehreshoven, Karl-Gottfried von Loe und 1716 Jobst Moritz Droste zu Senden. Dieser förderte während seiner Amtszeit Wallfahrten zur Verehrung des Seligen Gezelinus von Schlebusch. Die ihm geweihte Kapelle direkt neben Schloss Morsbroich bildete deshalb sowohl einen Ort stiller Verehrung als auch regelmäßiger, festlicher Wallfahrten. Die Kapelle war unter Henrich von Reuschenberg 1662 wiederhergestellt worden.

### 1757 bis 1945

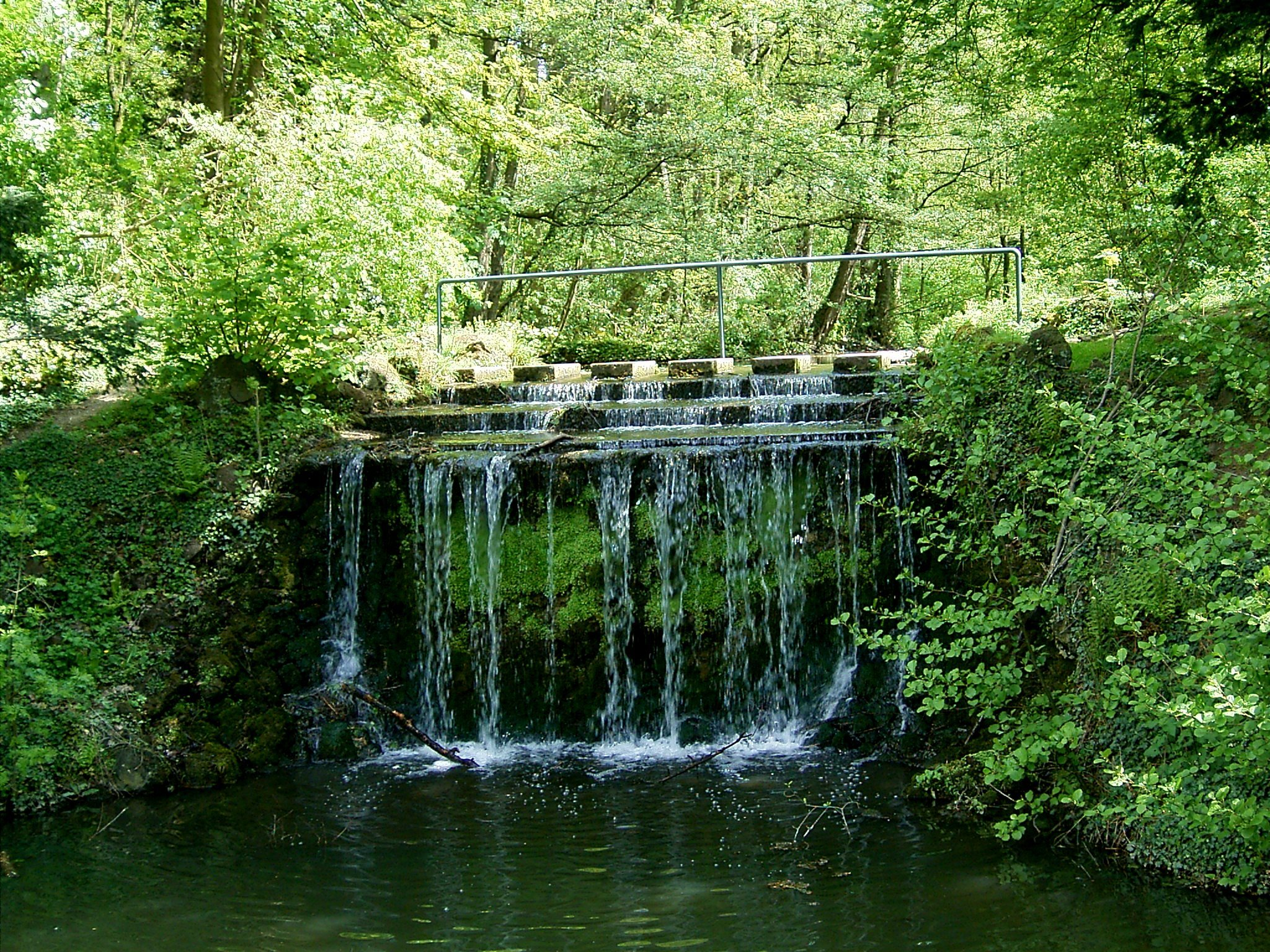
Furt und Wasserfall im Englischen Landschaftsgarten

Ignaz Felix Freiherr von Roll zu Bernau ließ 1757 das „gantz ruinöse“ Gebäude niederlegen und an seiner Stelle 1775 ein Schloss als „Maison de plaisance“ im Stil des Rokoko errichten. Als Vorbild diente das Jagdschloss Falkenlust in Brühl. Etwa zur gleichen Zeit wurde auch ein dazugehöriger Englischer Landschaftsgarten angelegt.
Im Zuge der Säkularisation wurde der Besitz des Deutschen Ordens 1803 verstaatlicht und damit 1806 Eigentum des Napoléon geschaffenen Großherzogtums Berg. Napoléon übergab dieses seinem Schwager Joachim Murat, der ihm vorher in seinen Kriegen als Marschall gedient hatte. Murat überließ die Regierung des Großherzogtums Berg weitgehend seinem Finanzminister Jean Antoine Michel Agar, der auch eine von Murats Nichten heiratete. Murat verlieh Agar 1807 den Titel eines Comte de Mosbourg in Anlehnung an den Namen des Schlosses, verbunden mit dem Schloss selbst und größeren umliegenden Ländereien. Agar selber residierte jedoch auch nur selten in Morsbroich, da er vorwiegend in Düsseldorf, der damaligen Hauptstadt des bergischen Landes, präsent zu sein hatte. 1808 folgte er dann seinem Dienstherrn Murat nach Neapel, nachdem dieser zum Souverän des Königreichs Neapel erhoben worden war.

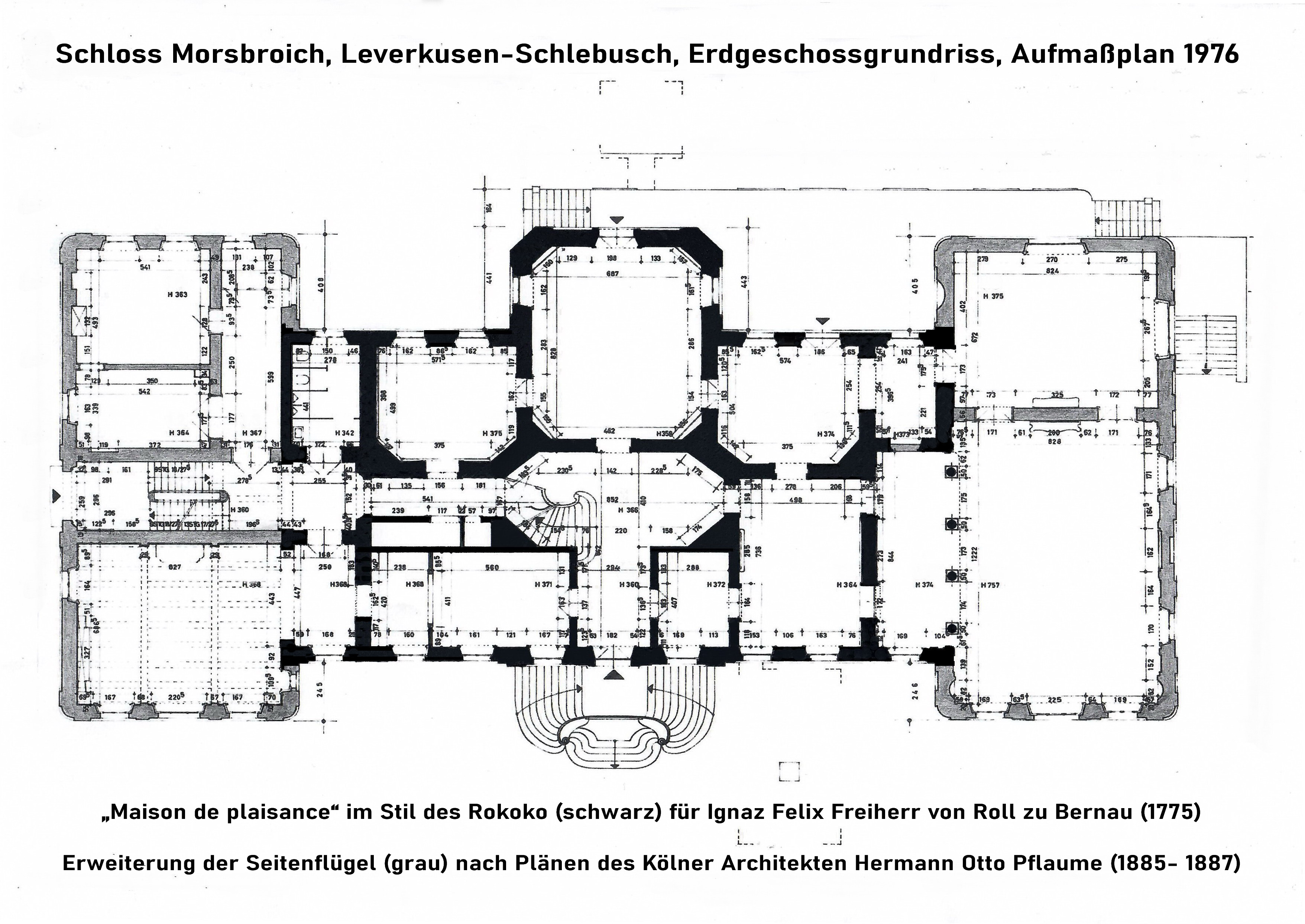
Schloss Morsbroich, Aufmaßplan Erdgeschoss nach Bauaufnahme (1976)

Nachdem das Rheinland als Folge des Wiener Kongresses Teil des Königreichs Preußen geworden und das Schloss zunächst von der preußischen Domänenverwaltung eingezogen worden war, wurde es Agar auf Anweisung des preußischen Königs zurückgegeben. Daraufhin verkaufte Agar 1817/1818 dem Kölner Bankier Abraham Schaaffhausen das Schloss einschließlich der Ländereien der bisherigen Grafschaft Morsbroich. Die von einem Kunsthistoriker aufgestellte Behauptung, Agar habe im Januar und März 1818 seine Ehefrau und die drei gemeinsamen Kinder ermorden lassen, um den Verkaufserlös nicht teilen zu müssen, ist inzwischen widerlegt. Nach dem Tod Schaaffhausens am 13. Januar 1824 verblieb der Besitz unabgeteilt in dessen Nachlass, bis 1848 das Bankhaus A. Schaaffhausen durch eine Überhitzung des Kölner Immobilienmarktes in eine Schieflage geriet. Durch die Umwandlung in eine Aktiengesellschaft konnte zwar der nunmehrige A. Schaffhausen’sche Bankverein gerettet werden, doch wurden bei der Neubegründung die Immobilien aus dem Nachlass Abraham Schaaffhausens als Aktiva eingebracht, wodurch der Bankverein Eigentümer des etwa 1400 Hektar großen Besitzes wurde.
1857 gelangte die gesamte Herrschaft an Friedrich von Diergardt, der 1848 zu den Gründern des Bankvereins gehörte und Mitglied in dessen Aufsichtsrat wurde. Diergardt errichtete 1859 eine Stiftung zur Umwandlung der Grafschaft Morsbroich in die Familienfideikommisse Morsbroich und Dünnwald. Seine Familie ließ das Gebäude von 1885 bis 1887 um zwei Seitenflügel nach Plänen des Kölner Architekten Hermann Otto Pflaume erweitern.

### Seit 1945

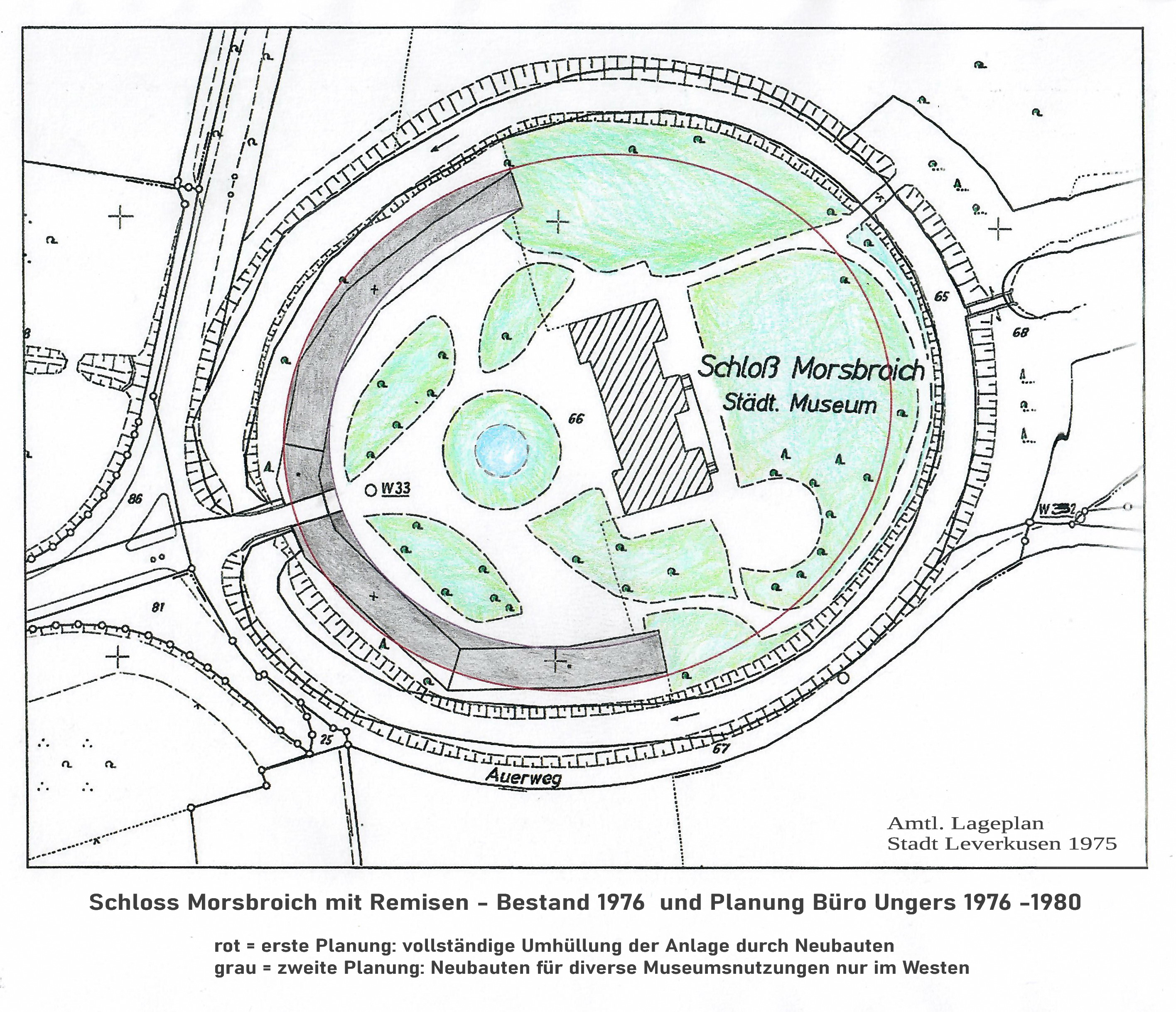
Amtlicher Lageplan mit Eintragung der nicht realisierten Neubauplanung (1978)

Nach dem Zweiten Weltkrieg mietete die Stadt Leverkusen das stark beschädigte Gebäude im Jahr 1948. Nachdem Pläne zur Errichtung eines Alters- oder Kinderheimes im Schloss verworfen worden waren, wurde dort 1951 auf eine Initiative von Bertha Middelhauve ein Museum eröffnet. Im Jahr 1974 beschloss der Leverkusener Stadtrat den Kauf des Besitzes. Für 3 Millionen DM erwarb sie das ehemalige Rittergut von der Freiherr von Diergardt’schen Verwaltung, die den Besitz im Auftrag der Erben betreute.
Nach der Bauaufnahme durch den Architekten Karl-Lothar Dietzsch für die Planung des Umbaus, der Restaurierung und für die Ergänzungen der Bestandsgebäude von 1976–1978 erfolgten bis 1984 mehrere Neubauplanungen, zunächst als geschlossene Ellipse und dann in Form eines „stehenden Korbbogens“ (anstelle der Remisen) im Westen des Schlosses durch das Büro O.M. Ungers (mit St. Böhm, K.- L. Dietzsch, K. Nagel und Th. Will). Diese Konzepte, die sich an Ungers` Idee von der Grossform orientierten mit einem „Museums-Eiland“ und einer „Umwallung“ durch Nebengebäude, die ein Kontinuum an ausstellungstechnischen Variationsmöglichkeiten vorsahen, wurden jedoch aufgegeben. Von 1981 bis 1984 erfolgten durch dasselbe Büro aufwendige Umbau- und Renovierungsarbeiten, die sich allein an dem „ursprünglich barocken Planungsgedanken“ orientierten.
Die Renovierung des Schlosses erforderte den Einsatz zahlreicher Spezialisten. Wie sich herausstellte waren die eingemauerten Weichholzbalken durch aufsteigende Feuchtigkeit im Mauerwerk so stark in Mitleidenschaft geraten, dass die Stuckdecken „nur noch an faulen Balken hingen“ und einzustürzen drohten. In aufwendigen Verfahren mussten sie von oben mit Glasfaserstäben stabilisiert und an den Auflagern ausgewechselt werden. „Die Stuckdecken sind zwar nicht von großem kulturhistorischem Wert, aber wir müssen sie so erhalten, wie sie sind“, so der Kommentar von Karl-Lothar Dietzsch zu den Sanierungsmaßnahmen. „Aus unerfindlichen Gründen hatte der Architekt O.H. Pflaume Ende der 1880er Jahre bei der Renovierung des Schlosses keine Eichenbalken verwendet“, weshalb eine Verstärkung mit Eisenträgern zwischen den Stuckdecken und den 120 Tragbalken notwendig war. Auch die Dachkonstruktion musste durch aufwendige Injektionsverfahren gegen den Schädlingsbefall gerettet und die Außenmauern durch Horizontalisolierungen gesichert werden.
Im Oktober 1985 eröffnete das Museum erneut seine Pforten für die Öffentlichkeit mit dem städtischen Museum für moderne Kunst, das bis heute dort besteht. Darüber hinaus ist das Schloss Repräsentationsfläche der Stadt Leverkusen und bietet die Möglichkeit der Hochzeit im Spiegelsaal.

## Kunstsammlung

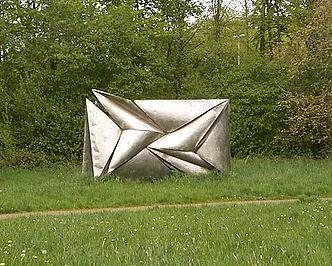
Skulptur von Erich Hauser im Schlosspark

Das Museum ist spezialisiert auf analytische Malerei, den Nouveau Réalisme, die Op-Art, die kinetische Kunst sowie die Monochromie (mit beispielsweise Yves Klein oder Piero Manzoni). Zudem haben einige zeitgenössische Künstler Eingang in die Sammlung gefunden. Ergänzend kommen die Skulpturen im Schlosspark und ungefähr vierteljährlich wechselnde Ausstellungen hinzu.
1973 wurde im Museum Morsbroich das Kunstwerk Joseph Beuys’ Badewanne zerstört.
2008 erwarb das Land Nordrhein-Westfalen aus der Sammlung Ruepp ein Konvolut mit 23 Arbeiten von Wolf Vostell aus den Jahren 1962 bis 1992 und stellte es dem Museum Morsbroich als Dauerleihgabe zur Verfügung.

## Schlosspark
Der Park, als Landschaftsgarten nach englischem Vorbild, entstand zeitgleich zur Errichtung des Schlosses 1774. Er wurde vermutlich von Peter Joseph Lenné d. Ä., Vater von Peter Joseph Lenné angelegt. Der Park ist zwar im Besitz der KulturStadtLev. Gepflegt wird er vom städtischen Grünflächenamt. Er hat 8000 m² Fläche im Innenbereich und 25.000 m² im Außenbereich. Der äußere Bereich außerhalb des Wassergrabens steht komplett unter Naturschutz.
Nachdem Wirtschaftsprüfer „enorme Einsparpotenziale“ und die Schließung des kleinen, aber bedeutenden Museums empfohlen hatten, beschloss der Rat der Stadt Leverkusen stattdessen am 29. August 2016 die Aufstellung eines Standortentwicklungskonzepts (StEK) zur nachhaltigen Zukunftssicherung des Museums und des gesamten Gebäudegrundstücks. Die außerhalb des Wassergrabens liegende Parkanlage war nicht mehr als Landschaftsgarten erlebbar und nicht mehr angemessen nutzbar. Zur Gewährleistung der freiraumplanerischen Qualität wurde ein zweiphasiger Einladungswettbewerb mit Bürgerbeteiligung durchgeführt, der im Herbst 2020 entschieden wurde. Auf Grund der gestiegenen Projektkosten rückte die preisgekrönte Umgestaltung allerdings ein Jahr später in weite Ferne. Auch kleine Schritte, die der neue Museumsdirektor Jörg van den Berg für notwendig erachtete und eine Nutzerbefragung ím Jahr 2024 standen unter dem Vorzeichen der fehlenden Haushaltsmittel. Immerhin konnten Ende 2024 die Abschlussarbeiten zur Revitalisierung der historischen Wasserachse im Schlosspark des Ensembles Morsbroich beginnen, ein Projekt, dem der Rat der Stadt Leverkusen mit Beschluss vom 21. August 2023 zugestimmt hatte.

## Auszeichnungen
2009 wurde das Museum vom Internationalen Kunstkritikerverband AICA zum Museum des Jahres gewählt. Die Deutsche Sektion des Verbandes begründete seine Entscheidung damit, dass es das Publikum mit den eigenen Sammlungen zeitgenössischer Kunst sowie den Wechselausstellungen vorbildlich an aktuelle Kunstströmungen heranführt.

## Ausstellungen
- 2008/09: Gerhard Richter. Übermalte Fotografien
- 2016: Diango Hernández. Theoretical Beach
- 2016: Sigmar Polke – Gerhard Richter. Schöne Bescherung
- 2016/17: Drama Queens. Die inszenierte Sammlung (Kuratoren Markus Heinzelmann, Fritz Emslander und Stefanie Kreuzer)
- 2018: Gegen die Strömung. Reise ins Ungewisse
- 2019:  Alles Farbe! (Jörn Stoya und die Sammlung des Museums Morsbroich)
- 2021/22: Mischa Kuball, ReferenzRäume, in Zusammenarbeit mit dem Kunstmuseum Wolfsburg